# Chąśno (gmina)
Chąśno (do 1953 gmina Jeziorko) – gmina wiejska w województwie łódzkim, w powiecie łowickim. W latach 1975–1998 gmina położona była w województwie skierniewickim.
Siedziba gminy to Chąśno (do 30 grudnia 1999 pod nazwą Chąśno Drugie).
Według danych z 31 grudnia 2007 gminę zamieszkiwało 3170 osób. Natomiast według danych 31 grudnia 2017 roku gminę zamieszkiwały 2924 osoby.

## Struktura powierzchni
Według danych z roku 2007 gmina Chąśno ma obszar 71,82 km², w tym:
- użytki rolne: 93%
- użytki leśne: 1%

Gmina stanowi 7,27% powierzchni powiatu łowickiego.

## Demografia

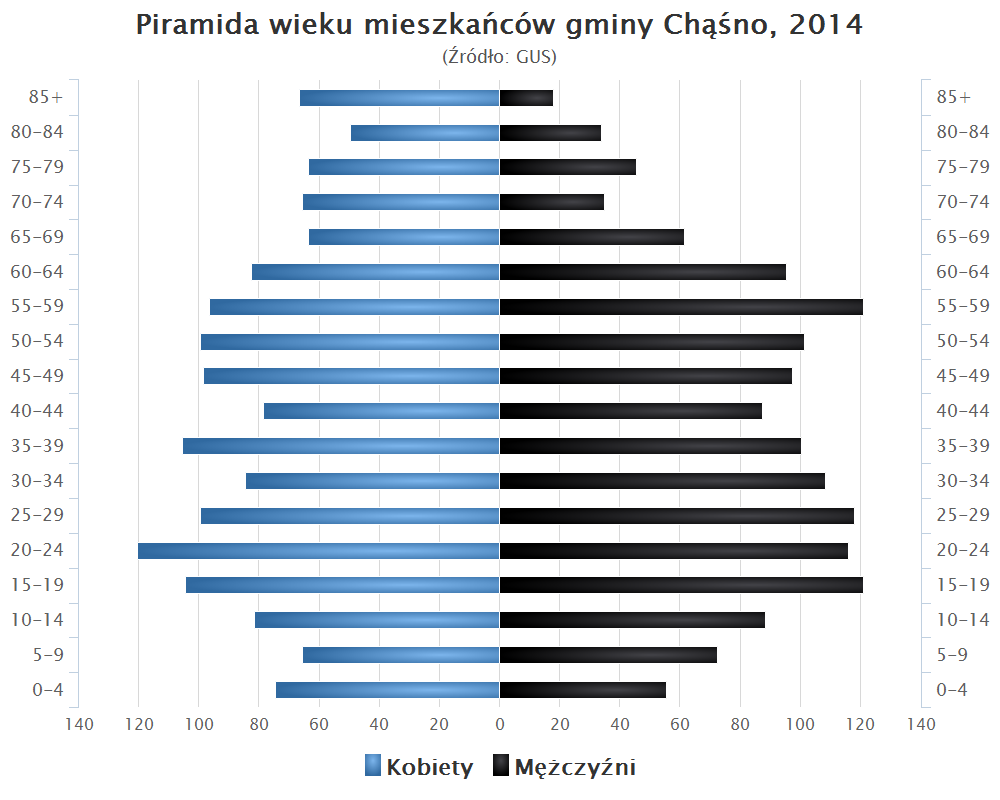
Piramida wieku mieszkańców gminy Chąśno w 2014 roku

Dane z 31 grudnia 2017.
| Opis                              | Ogółem | Ogółem | Kobiety | Kobiety | Mężczyźni | Mężczyźni |
| --------------------------------- | ------ | ------ | ------- | ------- | --------- | --------- |
| jednostka                         | osób   | %      | osób    | %       | osób      | %         |
| populacja                         | 2 924  | 100    | 1 473   | 50,4    | 1 451     | 49,6      |
| gęstość zaludnienia (mieszk./km²) | 41     | 41     | 21      | 21      | 20        | 20        |

## Sołectwa
Błędów, Chąśno, Chąśno Drugie, Goleńsko, Karnków, Karsznice Duże, Karsznice Małe, Marianka, Mastki, Niespusza-Wieś, Nowa Niespusza, Przemysłów, Sierżniki, Skowroda Południowa, Skowroda Północna, Wyborów.

## Ochotnicze Straże Pożarne w gminie
- OSP Karsznice Duże – Jednostka typu S-2, W Krajowym systemie ratowniczo-gaśniczym
- OSP Przemysłów – Jednostka typu S-1
- OSP Wyborów – Jednostka typu S-1
- OSP Skowroda Płn. – Jednostka typu S-1
- OSP Skowroda Płd. – Jednostka typu S-1
- OSP Goleńsko – Jednostka typu S-1
- OSP Błędów – Jednostka typu S-1
- OSP Niespusza – Jednostka typu S-1
- OSP Chąśno Drugie – Jednostka typu S-1
- OSP Mastki – Jednostka typu S-1
- OSP Chąśno Pierwsze – Jednostka typu M

## Sąsiednie gminy
Kiernozia, Kocierzew Południowy, Łowicz (gmina wiejska), Łowicz (miasto), Zduny